# San Cesareo
San Cesareo és un comune (municipi) de la ciutat metropolitana de Roma, a la regió italiana del Laci, situat uns 29 km al sud-est de Roma. L'1 de gener de 2018 tenia 15.552 habitants.
San Cesareo limita amb els municipis de Colonna, Monte Compatri, Palestrina, Rocca Priora i Zagarolo.